# Домінік-Жан Ларрей
Домінік-Жан Ларрей (фр. Dominique-Jean, baron Larrey; 8 липня 1766, Бодеан — 25 липня 1842, Ліон) — французький військовий хірург, засновник невідкладної медицини. Був лікарем Наполеона у всіх його військових кампаніях, фундатором допомоги жертвам на полях битв, практикуючи польову допомогу якомога раніше з наданням швидкого хірургічного втручання.

## Життєпис
Син Жана Ларрея, чоботаря. Домінік-Жан народився в маленькому селищі Боде у Верхніх Піренеях. Його домівка збереглася на головній вулиці селища і стала наразі музеєм Ларрея. Осиротілий у тринадцять років, Домінік-Жан був вихований своїм дядьком Алексісом Ларреєм, головним хірургом лікарні Ла Граве в Тулузі і засновником першого військового госпіталю в цьому місті. Після шести років навчання він поїхав до Парижа, щоб вивчити медицину під головуванням головного хірурга Hôtel-Dieu П'єра Жозефа. У 1794 році Домінік-Жан одружився з Марі-Елізабет Лавіль-Леру, художницею.

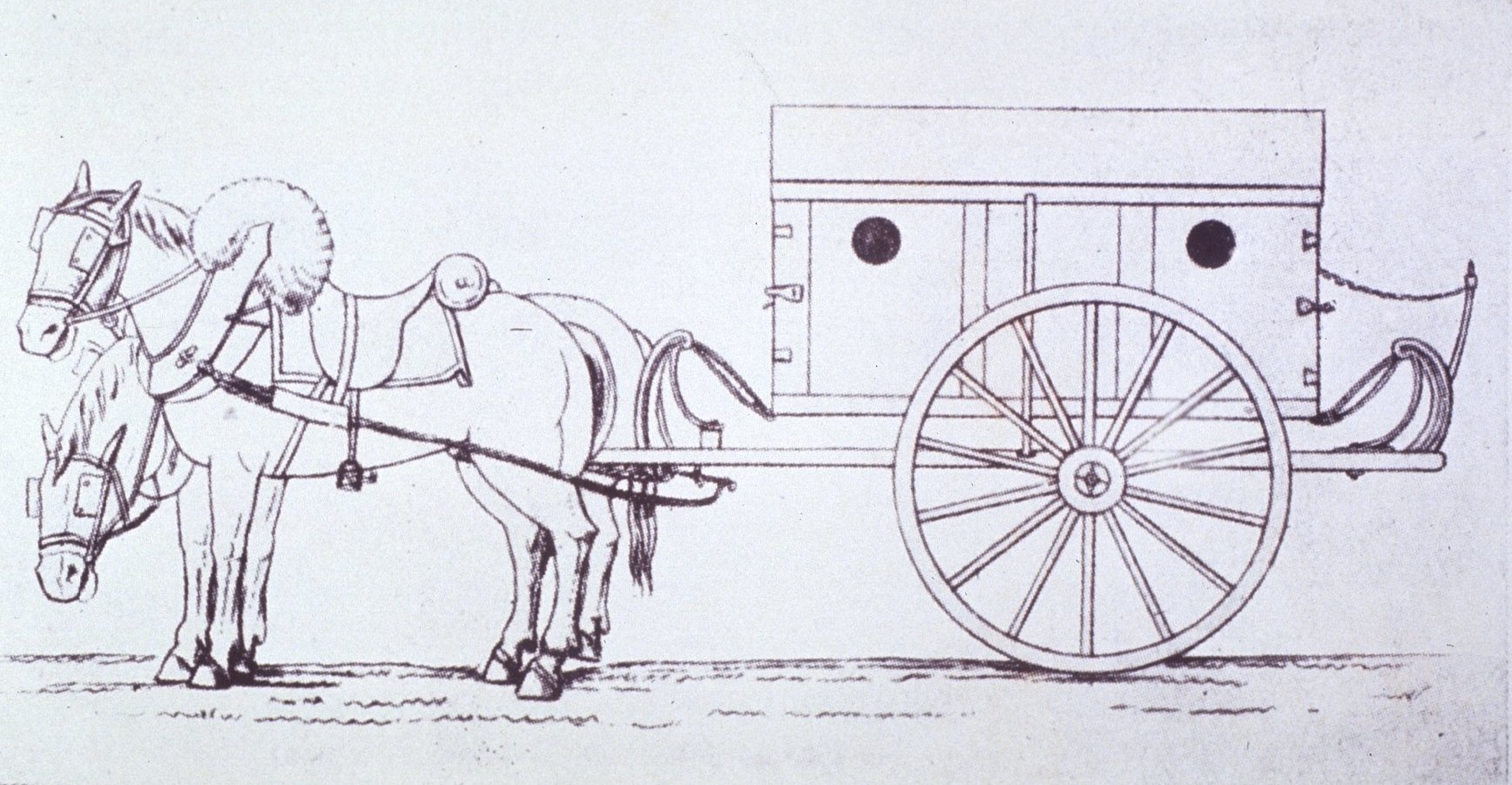
Ларреївська повозка швидкого вивозу хворих з поля бою

Ларрей почав свою кар'єру в 1787 році як Королівський морський хірург на фрегаті Vigilante в Ірландському морі. Повернувшись в Париж у наступному році, він виграв конкурс на посаду допоміжного персоналу в Домі Інвалідів. У 1792 році він став хірургом у Рейнській армії. Саме там він створив перші евакуаційні бригади, з якими особисто вивозив з поля бою поранених з метою надання їм швидкої хірургічної допомоги. У битві при Сьєрра-Негра в Іспанії в 1794 році він ампутував за один день кінцівки не менше ніж у 200 поранених. Його вважали хорошим хірургом у той час, коли анестезії не існувало, тому що він міг ампутувати кінцівку менш ніж за хвилину. У той час ампутація була єдиним засобом профілактики гнійних ускладнень у той час коли асептики і антисептики в сучасному вигляді не існувало. У 1796 році він відповідав за огляд таборів і лікарень Італійської армії, а потім призначений головним хірургом Єгипетського походу Наполеона. У битві при Абукірі він врятував генерала Жана Фуджера під гарматним вогнем ворога, прооперувавши тому поранене плече. Під час облоги Александрії Ларрей знайшов засіб для приготування здорової їжі для поранених, і для цієї мети він вбив своїх коней. Забальзамував тіло генерала Жана-Батиста Клебера, убитого в Каїрі 14 червня 1800 року. Існує припущення, що першій опис лептоспірозу під назвою «жовта гарячка» (фр. fièvre jaune) Ларрей зробив при облозі Каїра у 1798 році
У 1802 році він був головним хірургом Консульської гвардії. У травні 1803 року захистив дисертацію з медицини, відповідно до нових положень про реорганізацію медичного відомства. Дисертацію про ампутацію кінцівок після вогнепальних поранень він присвятив генералу Жаку-П'єру де Вільманзі.
1804 року Ларрей отримав один з перших офіцерських хрестів ордену Почесного легіону з рук першого консула Наполеона, який сказав: «Це заслужена нагорода». Його призначено Генеральним інспектором армійської медичної служби, а з 1805 року — одночасно головним хірургом Імператорської гвардії. У 1806 році він став бароном імперії під час битви під Ваграмом. Брав участь в усіх походах Наполеона під час його першої імперії як головний хірург Імператорської гвардії, а зрештою як Головний хірург Великої армії (12 лютого 1812).
У 1813 році, під час другого імператорства Наполеона, Ларрей захищав призовників, які мали поранення в руку та звинувачувалися у навмисному каліцтві, через що його люто зненавидів маршал Сульт. Ларрей був поранений у битві при Ватерлоо, ув'язнений прусською армією, і його збиралися розстріляти через його схожість з Наполеоном, але він був звільнений за наказом генерал-фельдмаршала Блюхера, син якого він лікував.

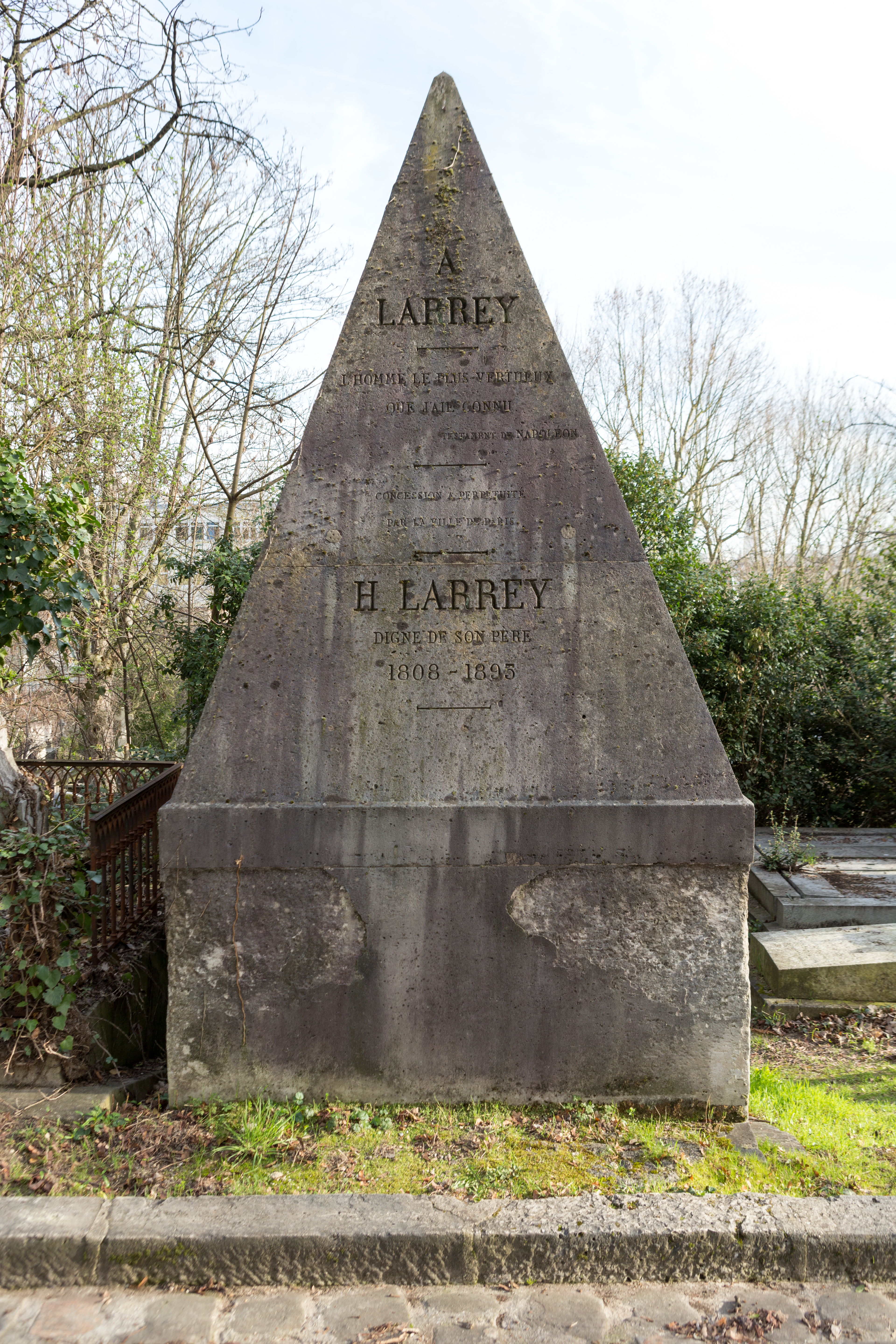
Кенотаф Ларрея на кладовищі Пер-Лашез з епітафією зі слів Наполеона: «Ларрей — найдоброчесніша людина, яку я знав». Поряд похований його син, Фелікс Іполит Ларрей (1808—1895), військовий лікар і політик

Він був серед перших членів Королівської медичної академії, створеної за наказом Людовіка XVIII у 1820 році. Його статуя й нині стоїть у фоє цієї академії в Парижі. У 1829 році був обраний членом Французької академії наук.
Він належав до масонів. У свої останні роки був членом Ради охорони здоров'я армії, попросив у в 1842 році медичну інспекцію в Алжир. Там він захворів на пневмонію та вісім днів по тому, 25 липня 1842 року, помер у Ліоні.

## Наукові твори
- Настанова про офтальмію в Єгипті / Mémoire sur l'ophtalmie régnante en Égypte, 17 p. in-4°, Caire, Imprimerie nationale, 1800.
- Дисертація про ампутацію кінцівок після вогнепальних поранень / Dissertation sur les amputations des membres à la suite des coups de feu, [thèse de médecine de Paris no 1], 1803, Texte intégral [archive].
- Історичні та хірургічні стосунки в експедиції армії Сходу в Єгипті та Сирії / Relation historique et chirurgicale de l'expédition de l'Armée d'Orient en Égypte et en Syrie, Paris, Éd. Demonville et sœurs, an xi [1802-1803], 12-480 p., in-8° (lire en ligne [archive]). — Repris dans Mémoires et campagnes, du même aut. : Paris, Éd. Tallandier, 2004 (ISBN 2-84734-124-2).
- Спогади про військову хірургію та походи / Mémoires de chirurgie militaire et campagnes, 4 volumes in-8°, J Smith (Paris), 1812—1817.
- Збірник хірургічних настанов / Recueil de mémoires de chirurgie, 319 p, Paris, chez Compère Jeune éditeur, 1821.
- У співавторстві з Крістофом Вільгельмом Гуфеляндом «Трактат про скрофульоз» / En collaboration avec Christophe Hufeland, Traité de la maladie scrophuleuse, 398 p. 1 vol. in-8°, Paris, chez Baillière, libraire, 1821.
- Збірка хірургічних настанов / Recueil de mémoires de chirurgie, Compère jeune (Paris), 1821, 1 vol. (XVI-319 p.): pl. en noir et en coul. ; in-8°, disponible [archive] sur Gallica.
- Роздуми про жовту гарячку / Considérations sur la fièvre jaune, 31 p. in-8°, chez Compère Jeune éditeur, 1821. 2e éd., 42 p., 1822.
- Настанова про новий спосіб зменшення або лікування переломів кінцівок, ускладнених ранами / Mémoire sur une nouvelle manière de réduire ou de traiter les fractures des membres, compliquées de plaies ", 8 p. in-8°, Paris, extrait du Journal complémentaire du Dictionnaire des sciences médicales, tome XX, 1825.
- Хірургія, написана бароном Ларреєм / Chirurgie par M. le baron Larrey, Paris, M. Dupuy, 1825, in-8°, 12 p.
- Хірургічна клінічна практика в таборах і військових госпіталях з 1792 року до 1829 року. / Clique chirurgicale exercée particulièrement dans les camps et les hôpitaux militaires depuis 1792 jusqu'en 1829 , 5 vol. in-8° avec atlas, Paris, chez Baillière, 1829—1836.
- Настанова про холеру / Mémoire sur le Choléra-morbus, Paris, Imprimerie de Mme Huzard, 1831, 43 p.
- Виступ на похороні барона Дюпюїтрена / Discours aux funérailles de M. le baron Dupuytren, Paris, Imprimerie Firmin-Didot frères, 1835, 4 p., in-4°
- Замітки про епідемію індійської холери / Notice sur l'épidémie du choléra-morbus indien, 11 p. in-4°, Paris, Impr. de Bachelier, 1835. 20 p. in-8°, Paris, Mme Huzard, 1835.
- Оригінальні доповіді Ларрея з армії Сходу / Les Rapports originaux de Larrey à l'Armée d'Orient, Le Caire, Impr. de l'Institut français d'archéologie orientale, 1936, VIII-85 p., in-4°. — Éd. par Paul Pallary.
- Хірургічна клінічна практика у військових таборах і госпіталях 1792—1829 роки / Clinique chirurgicale exercée particulièrement dans les camps et les hôpitaux militaires depuis 1792 jusqu'en 1829 , 5 vol. in-8° avec atlas, Paris, chez Baillière, 1829—1836.
- Копія настанови з холери, відправленої до Санкт-Петербурга в січні 1831 року для участі в конкурсі з вивчення з цієї епідемічної хвороби / Copie d'un Mémoire sur le choléra-morbus, envoyé à Saint-Pétersbourg en janvier 1831, pour le concours relatif à cette maladie épidémique, Paris: impr. de Demonville, 1831, in-8°, 24 p.
- Зауваження щодо фізичної будови арабів, які можна вважати первісною расою людського виду або її прототипом / Remarques sur la constitution physique des Arabes, qu'on peut considérer comme la race primitive de l'espèce humaine ou comme son prototype , Paris, impr. de Bachelier, s.d., in-8°, 15 p.
- Настанови про видалення слинних залоз (привушної та підщелепної) через їхнє туберкульозне ураження, виконане Ларреєм. Доповідь у сесіях 26 липня та 9 серпня 1841 року в Парижі / Mémoire sur l'extirpation des glandes salivaires, (la parotide et la sous-maxillaire), nécessitée par l'engorgement scrofuleux et squirreux de ces glandes, par le Bon Larrey, lu dans les séances des 26 juil. et 9 août 1841, Paris, impr. de Firmin-Didot, s.d., in-4°, 23 p.